# Шимич, Душан
Ду́шан Ши́мич (серб. Душан Шимић / Dušan Šimić; 22 июля 1980, СФРЮ) — сербский футболист, полузащитник.

## Карьера
Зимой 2002 года перешёл во львовские «Карпаты». В чемпионате Украины дебютировал 21 апреля 2002 года в матче против «Ворсклы» (0:1), Шимич вышел на 51 минуте вместо Любомира Вовчука. 12 июля 2002 года в матче против запорожского «Металлурга» (1:0), забил единственный гол на 21 минуте в ворота Андрея Глущенко. В 2003 году выступал В корейском «Пусан Ай Конс», сыграл 35 матчей. В феврале 2004 года вернулся в «Карпаты», но вскоре покинул клуб. После выступал за венгерский клуб «Бекешчаба», а также за румынские команды «Чахлэул» и «Брашов». Летом 2007 года перешёл в сербский клуб «Власина».

## Личная жизнь
Перед матчем с запорожским «Металлургом» (1:0) у Душана родился сын 11 июля 2002 года.